# Pelophryne
Pelophryne és un gènere d'amfibis de la família dels bufònids.

## Taxonomia
- Pelophryne albotaeniata (Barbour, 1938)
- Pelophryne api (Dring, 1984)
- Pelophryne brevipes (Peters, 1867)
- Pelophryne guentheri (Boulenger, 1882)
- Pelophryne lighti (Taylor, 1920)
- Pelophryne macrotis (Boulenger, 1895)
- Pelophryne misera (Mocquard, 1890)
- Pelophryne rhopophilius (Inger & Stuebing, 1996)
- Pelophryne signata (Boulenger, 1895)